# أبو الهول المبيض
أبو الهول المبيض (الاسم العلمي: Sphinx albescens) هو نوع من الحشرات يتبع جنس أبو الهول من فصيلة عثث أبو الهول.